# Ventridens percallosus
Ventridens percallosus är en snäckart som först beskrevs av Henry Augustus Pilsbry 1898.  Ventridens percallosus ingår i släktet Ventridens och familjen Zonitidae. Inga underarter finns listade i Catalogue of Life.